# Acalolepta sumatrana
Acalolepta sumatrana là một loài bọ cánh cứng trong họ Cerambycidae.